# 南明日香
南 明日香（みなみ あすか、1961年 - ）は、日本の比較文学者、相模女子大学教授。

## 人物・来歴
早稲田大学第一文学部卒業、同大学大学院文学研究科博士課程満期退学、Ph.D.（フランス国立東洋言語文化研究所・大学院, 2003年）。1990-93年早大比較文学研究室助手、フランス国立東洋言語文化研究所教官をへて、1999年相模女子大学助教授、2007年教授。

## 著書
- 『永井荷風のニューヨーク・パリ・東京 :造景の言葉』翰林書房, 2007.6
- 『荷風と明治の都市景観』三省堂, 2009.12
- 『ル・コルビュジエは生きている 保存、再生そして世界遺産へ』王国社, 2011.6
- 『国境を越えた日本美術史 ジャポニスムからジャポノロジーへの交流誌 1880-1920』藤原書店, 2015.2

共編
- 『パリという首都風景の誕生 フランス大革命期から両大戦間まで』澤田肇,北山研二共編. 上智大学出版, 2014.5

### 翻訳
- ミカエル・リュケン（フランス語版）『20世紀の日本美術 同化と差異の軌跡』三好企画, 2007.3 
  - 『20世紀の日本美術 同化から越境への軌跡 増補改訂版』三好企画, 2016.4

## 論文
- <南明日香